# Napomyza dubia
Napomyza dubia är en tvåvingeart som beskrevs av Zlobin 1994. Napomyza dubia ingår i släktet Napomyza och familjen minerarflugor. Inga underarter finns listade i Catalogue of Life.